# Franziskanerkloster Amberg

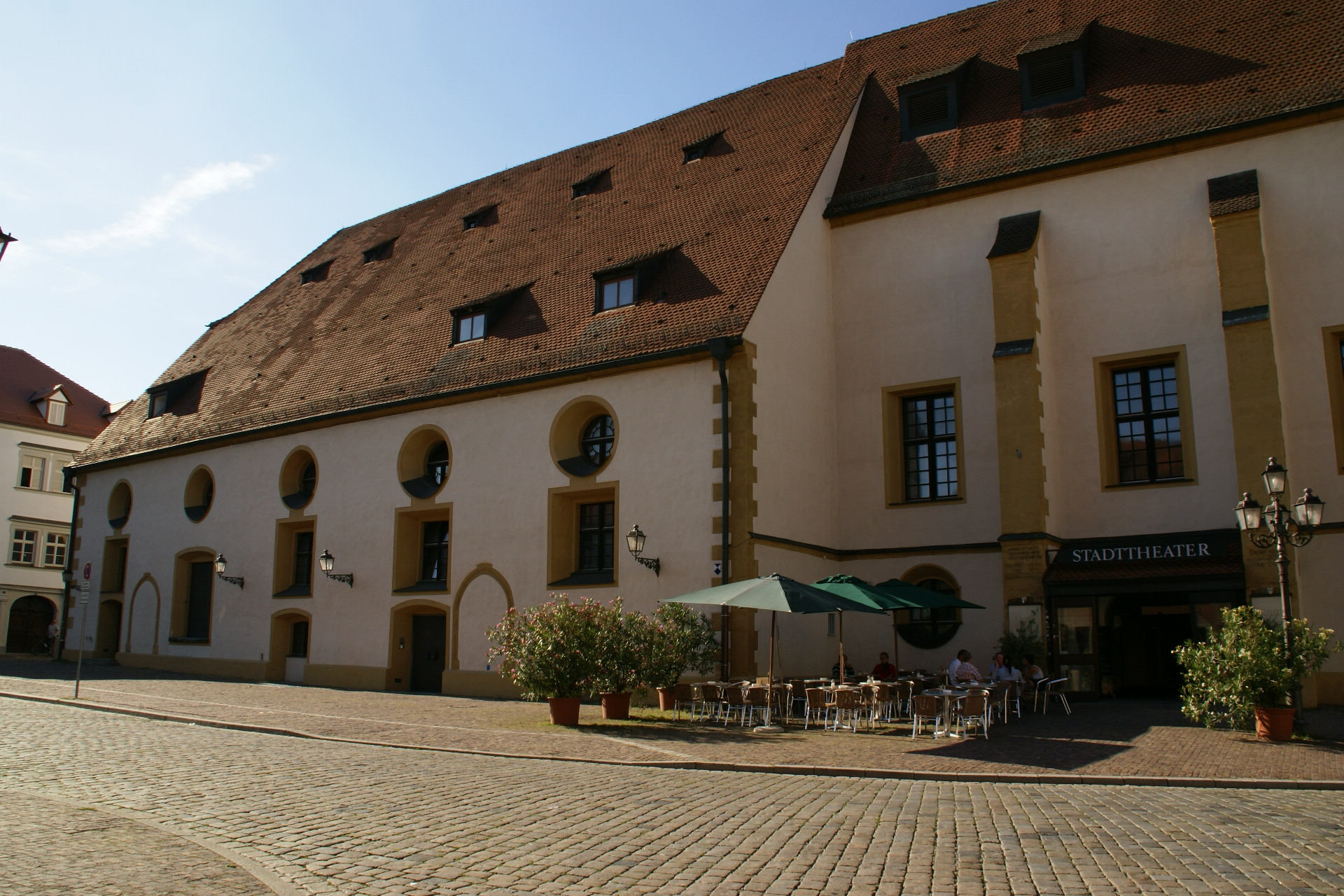
Ehemalige Klosterkirche St. Bernardin des Franziskanerklosters, heute Stadttheater Amberg

Das Franziskanerkloster Amberg ist ein ehemaliges Kloster der Franziskaner-Reformaten in Amberg in Bayern in der Diözese Regensburg.

## Geschichte
Das dem heiligen Bernhardin von Siena gewidmete Kloster wurde 1452 durch den heiligen Johannes Capistranus mit Hilfe der Stadt Amberg gegründet. Der Bürger Johannes Pachmann übertrug der Stadt ein Grundstück mit der Auflage, dieses den Franziskanern der Straßburger Provinz zukommen zu lassen. Am 24. August 1452 wird von der Stadt dieses Grundstück den Franziskanern überlassen. Scheinbar erfolgte der Klosterbau sehr schnell, da bereits 1455 ein Anbau an das Kloster vorgenommen werden musste.
Bereits in den 1530er-Jahren fasste die lutherische Lehre in Amberg Fuß. Sogar Martin Luther setzte sich für die protestantische Lehre in Amberg ein. Die Franziskaner, die sich der neuen Lehre widersetzten, wurden mit einer Petition an den Rat der Stadt durch evangelisch gesinnte Bürger angegriffen. Letztlich kam Amberg schrittweise in die Hand der Protestanten, 1544 wurde ihnen die St. Martins-Kirche, ab 1553 wurde ihnen auch die St. Georgs-Kirche zugesprochen und den Anhängern der alten Religion verblieb nur die Klosterkirche St. Bernardin der Franziskaner. Da der Orden wesentlich von Almosen abhing, konnte er sich in dem durch das Luthertum geprägten Klima nicht mehr in Amberg halten. Letztlich übergab der Provinzial Wendelin Fabri 1544 den Amberger Konvent an den dem Protestantismus zugeneigten Kurfürsten Friedrich II. Die beiden letzten Ordensmänner verließen im Dezember 1555 das Kloster und gingen in das Kloster im katholisch gebliebenen Ingolstadt.
Unter Ottheinrich konnte sich das Luthertum in der Oberen Pfalz konsolidieren. Allerdings kam es unter seinem Nachfolger, dem Kurfürsten Friedrich III., zu Spannungen. Dieser war dem Calvinismus zugeneigt, aber Amberg weigerte sich, diesen Religionswechsel durchzuführen. Dennoch wurde in dem ehemaligen Franziskanerkloster ein calvinistisches Pädagogium eingerichtet. Der Nachfolger Ludwig VI. war wieder dem Luthertum zugeneigt; aus dem calvinistischen Pädagogium wurde eine lutherische Schule. Sein interimistischer Nachfolger Johann Kasimir vollzog nochmals einen Wechsel zum Calvinismus, die erste Kirche, die dieser Lehre zur Verfügung gestellt wurde, war die Klosterkirche der Franziskaner St. Bernardin (heute ist in dieser das Stadttheater Amberg untergebracht). Das lutherische Pädagogium wurde wieder calvinistisch und etliche Lehrer und Schüler mussten diese Schule verlassen. 1598 wurde das Pädagogium als Normalschule festgelegt, um die Schule besser in der Bevölkerung zu verankern.

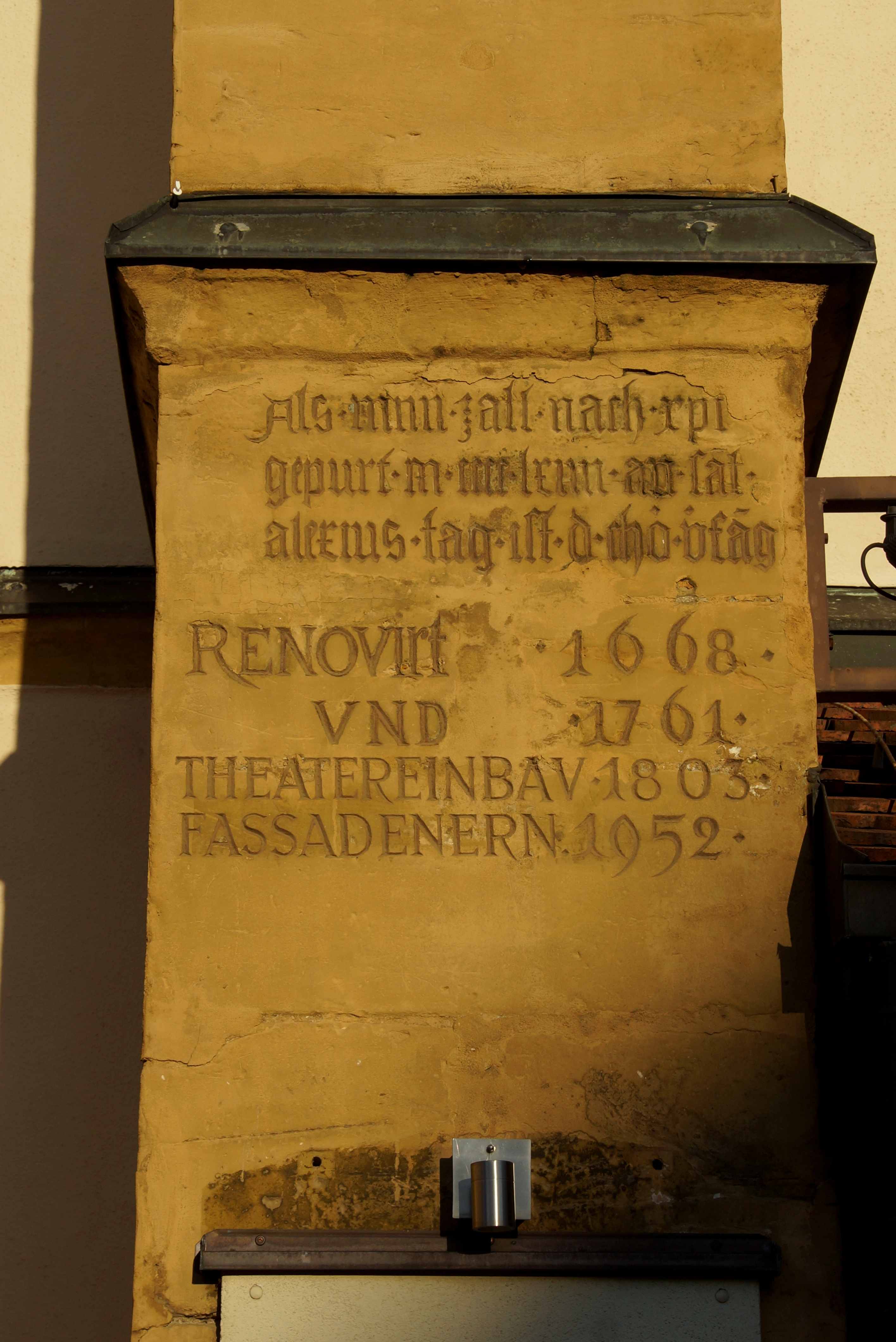
Inschrift, die auf die Bau-, Umbau- und Renovierungsphasen des Klosters und späteren Stadttheaters verweist

## Wiedererrichtung des Franziskanerklosters
Durch den Sieg von Kurfürst Maximilian I. über den Winterkönig in der Anfangsphase des Dreißigjährigen Krieges kam die Oberpfalz 1623 an die katholisch gebliebene Linie der Wittelsbacher. Zu seinen Maßnahmen der Gegenreformation gehörte es, dass das Pädagogium geschlossen und den Jesuiten für eine Lateinschule überlassen werden musste. Auf Wunsch des Kurfürsten wurde der Amberger Konvent von Papst Urban VIII. im März 1624 wiedererrichtet und der bayerischen Reformatenprovinz unterstellt. Ab 1626 wurde das Kloster wieder von Brüdern besiedelt, wobei sich die Franziskaner intensiv um die Rückkehr der Bevölkerung zum katholischen Glauben bemühten. 1628 hatte der Kurfürst Maximilian die Oberpfalz als erbliches Lehen erhalten und er ordnete in seinem Religionspatent die Rückkehr zum Katholizismus an; wer nicht dazu bereit war, musste das Land verlassen. Die Franziskaner erhielten das Recht, die Wallfahrt an der Maria-Hilf-Kirche auf den Mariahilfberg zu betreuen. Wie sehr die Franziskaner wieder in Amberg institutionalisiert waren, belegt ein prächtiger Umzug 1691 anlässlich der Heiligsprechung der beiden Franziskaner Johannes Capistranus und Paschalis Baylon, bei dem auch ein Kreuzfahrerheer und der Sieg gegen die Türken dargestellt wurde.
Das Kloster wurde 1802 im Zuge der Säkularisation aufgelöst. Zum Zeitpunkt der Auflösung umfasste der Konvent 24 Patres und 10 Laienbrüder. Diese mussten das Kloster verlassen und in das Zentralkloster Freystadt umziehen. Die Klosteranlage ersteigerte 1803 die Familie Bruckmüller, die darin bis heute eine Brauerei einrichtete. In der früheren Klosterkirche wurde das Stadttheater untergebracht.

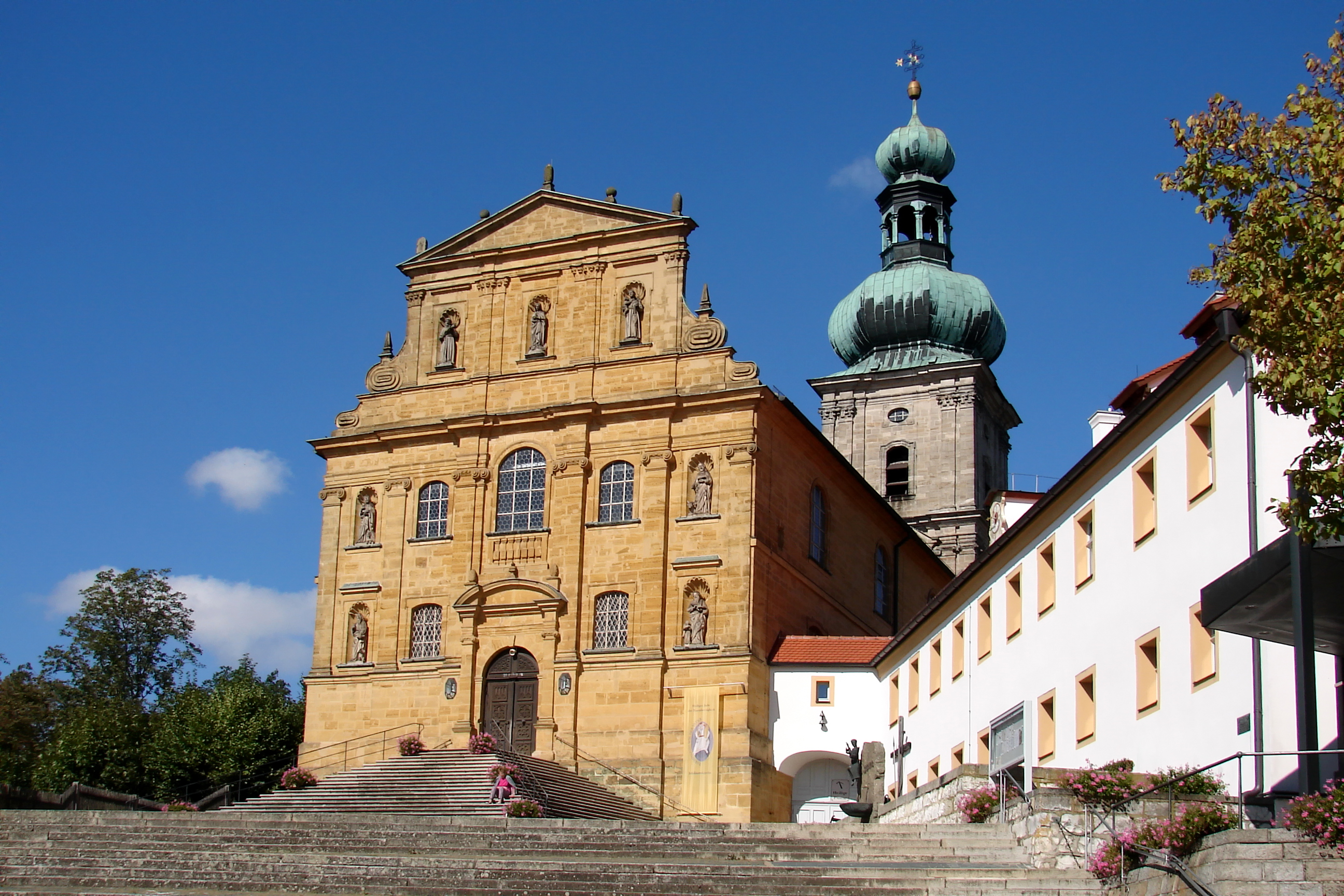
Wallfahrtskirche Maria Hilf und Klostergebäude in Amberg

### Wallfahrt auf den Mariahilfberg
1634 wurden die Franziskaner auch mit der Wallfahrt auf den Mariahilfberg betraut, die zunächst vom Stadtkloster aus betrieben wurde. 1696–98 wurde zusammen mit der heutigen Wallfahrtskirche Maria Hilf ein kleines Hospitium als Filialkloster erbaut, damit die Brüder den ganzen Sommer über auf dem Berg bleiben konnten. Auch dieses Kloster wurde 1802 säkularisiert, doch genehmigte König Ludwig I. 1832 die Wiedererrichtung des Klosters auf dem Berg, das bis heute die Franziskaner als Betreuer der Bergwallfahrt beherbergt, zunächst von der Bayerischen Franziskanerprovinz. Seit dem 1. September 2007 wird das Franziskanerkloster von polnischen Franziskaner-Patres der Ordensprovinz Mutter Gottes von den Engeln (Krakau) betrieben.